# Mimocalothyrza
Mimocalothyrza is een kevergeslacht uit de familie van de boktorren (Cerambycidae). De wetenschappelijke naam van het geslacht werd voor het eerst geldig gepubliceerd in 1985 door Breuning & Teocchi.

## Soorten
Mimocalothyrza omvat de volgende soorten:
- Mimocalothyrza bottegi (Gestro, 1895)
- Mimocalothyrza speyeri (Hintz, 1919)